# RZA
RZA (wym. /ˈrɪzə/), właśc. Robert Fitzgerald Diggs, również Prince Rakeem, Bobby Digital, The RZArector, Bobby Steels lub Steels (ur. 5 lipca 1969, na Brooklynie w Nowym Jorku) – amerykański raper, producent muzyczny, multiinstrumentalista, aktor, reżyser, scenarzysta oraz autor książek. Jest założycielem i liderem amerykańskiej formacji hip-hopowej Wu-Tang Clan. Diggs jest kuzynem GZA oraz zmarłego w 2004 roku Ol’ Dirty Bastarda, z którymi pod koniec lat 80. założył grupę All In Together Now, która później przekształciła się w Wu-Tang Clan. RZA wyprodukował większość utworów na albumy Wu-Tang Clanu oraz był odpowiedzialny za muzykę na większości solowych projektach członków grupy w latach 1993–1997.
Robert Diggs jest uważany za jednego z najważniejszych producentów hip-hopowych wszech czasów, a jego muzyka z początku lat 90. często określana jest jako przełomowa dla odrodzenia nowojorskiego brzmienia. Raper znalazł się na liście najlepszych producentów takich magazynów i portali jak about.com, XXL czy The Breaks.
RZA był również pomysłodawcą i twórcą grupy Gravediggaz, w której występował pod pseudonimem 'Rzarectah, a która to znana była jako ojcowie chrzestni horrorcoreu, obok takich formacji i raperów jak Insane Clown Posse, Three 6 Mafia, Flatlinerz, Necro, Kool Keith czy Brotha Lynch Hung. Debiutancki album grupy zatytułowany 6 Feet Deep (1994) często określany jest jak najlepszy w historii tego podgatunku. Od 2011 roku, razem z Paulem Banksem członkiem formacji Interpol, tworzy duet muzyczny Banks & Steelz. Debiutancki album zatytułowany Anything But Words ukazał się 26 sierpnia 2016 roku.
Robert Diggs był również kompozytorem muzyki do takich filmów jak Ghost Dog: Droga Samuraja (1999), Kill Bill: Volume 1 (2003), Kill Bill: Volume 2 (2004), Blade: Mroczna trójca (2004) czy Babylon A.D. (2008), sam jako aktor wystąpił między innymi w Kawa i papierosy (2003), Amerykański gangster (2007) czy Californication (2012).

## Dyskografia
| Albumy - Bobby Digital in Stereo (1998) - Digital Bullet (2001) - Birth of a Prince (2003) - Digi Snacks (2008) Kolaboracje - 6 Feet Deep (z Gravediggaz) (1994) - The Pick, the Sickle and the Shovel (z Gravediggaz) (1997) - Anything But Words (z Banks & Steelz) (2016) - Saturday Afternoon Kung Fu Theater (z DJ Scratchem) (2022) Minialbumy - Ooh I Love You Rakeem (jako Prince Rakeem) (1991) - Only One Place to Get It (2014) - Digital Potions (2022) - Bobby Digital and the Pit of Snakes (2022) Kompilacje - The RZA Hits (1999) - The World According to RZA (2003) | Ścieżki dźwiękowe - Ghost Dog: The Way of the Samurai (1999) - Kill Bill Vol. 1 (2003) - Kill Bill Vol. 2 (2004) - Soul Plane (2004) - Blade: Trinity (2004) - The Protector (2005) - Blood of a Champion (2005) - Afro Samurai: The Album (2007) - Babylon A.D. (2008) - Afro Samurai Resurrection (2009) - The Man with the Iron Fists (2012) |